# カスパーゼ-9
カスパーゼ-9（英: caspase-9）は、ヒトではCASP9遺伝子にコードされる酵素である。イニシエーターカスパーゼであり、多くの組織でアポトーシス経路に重要である。カスパーゼ-9のホモログは、マウスMus musculusやチンパンジーPan troglodytesなど、既知の全ての哺乳類で同定されている。
カスパーゼ-9はカスパーゼファミリーに属する。カスパーゼは、アポトーシスやサイトカインシグナル伝達に関与するアスパラギン酸特異的システインプロテアーゼである。アポトーシスシグナルはミトコンドリアからのシトクロムcの放出とApaf-1の活性化（アポトソームの形成）を引き起こし、その後カスパーゼ-9前駆体の切断によって活性型である二量体型となる。カスパーゼ-9の調節はアロステリック阻害因子によるリン酸化によって行われ、二量体化の阻害とコンフォメーション変化の誘導が行われる。
アポトーシスにはカスパーゼ-9の適切な機能が必要であり、それによって中枢神経系の正常な発生が行われる。カスパーゼ-9はアポトーシスにおける役割以外にも複数の機能を持つ。カスパーゼ-９のアポトーシス以外の役割としては、ネクロトーシスの調節、細胞分化、自然免疫系、感覚神経の成熟、ミトコンドリアの恒常性、虚血性血管障害に関与している。カスパーゼ-9が適切に機能しない場合、組織の異常な発生によって機能の異常や疾患、早死が引き起こされることがある。カスパーゼ-9の機能喪失変異は、免疫不全/リンパ増殖性疾患、神経管形成異常やリ・フラウメニ症候群と関係している。カスパーゼ-9活性の増大は、筋萎縮性側索硬化症の進行、網膜剥離、スローチャンネル症候群（slow-channel syndrome）やさまざまな神経疾患、自己免疫疾患、心血管疾患への関与が示唆されている。
選択的スプライシングによって、カスパーゼ-9のさまざまなアイソフォームが産生される。

## 構造
他のカスパーゼと同様、カスパーゼ-9は、N末端のプロドメイン、大サブユニット、小サブユニットの3つのドメインからなる。N末端のプロドメインはlong pro-domainとも呼ばれ、CARD（caspase activation and recruitment domain）モチーフが含まれる。プロドメインはリンカーループによって触媒ドメインと連結されている。
カスパーゼ-9の単量体では、大サブユニットと小サブユニットの双方が触媒ドメインを構成する。他のカスパーゼで保存されている活性部位のモチーフQACRGとは異なり、カスパーゼ-9のモチーフはQACGGである。
カスパーゼ-9が二量体化した際には、各二量体内には2つの異なる活性部位のコンフォメーションが存在する。一方の部位は他のカスパーゼの触媒とよく似ているが、もう一方の部位には「活性化ループ」が存在せず、この部位の触媒装置は機能しない。カスパーゼ-9の活性部位周辺の表面のループは短く、基質が結合する溝はより開いた構造をしているため、広い基質特性を持つ。カスパーゼ-9の活性部位で触媒活性が生じるためには、特異的なアミノ酸が適切な位置に存在しなければならない。P1部位にアスパラギン酸残基が存在することは必要不可欠であり、P2部位はヒスチジンに対しする選択性を有する。

## 局在
ヒトの細胞内では、カスパーゼ-9はミトコンドリア、細胞質基質そして細胞核に存在する。

### タンパク質発現
ヒトでは、カスパーゼ-9は胚でも成体組織でも発現している。カスパーゼ-9の組織発現は遍在的であり、脳と心臓、特に成体の発生段階の心筋細胞で最も高く発現している。肝臓、膵臓、骨格筋では中程度で発現しており、他の全ての組織でも低レベルで発現している。

## 機構
活性型のカスパーゼ-9はイニシエーターカスパーゼとして機能し、下流のエフェクターカスパーゼを切断して活性化することでアポトーシスを開始する。カスパーゼ-9は活性化されるとカスパーゼ-3、-6、-7を切断してカスパーゼカスケードを開始し、これらが他のいくつかの細胞標的を切断する。
不活性状態のカスパーゼ-9は細胞質基質に単量体の酵素前駆体として存在する。その後、Apaf-1のCARDによってカスパーゼ-9のCARDが認識され、リクルートされて活性化される。

### プロセシング
カスパーゼ-9は活性化の前にプロセシングが必要である。まず、カスパーゼ-9は一本鎖の酵素前駆体として合成される。プロセシングはアポトソームがカスパーゼ-9前駆体に結合した際に行われ、Apaf-1が酵素前駆体の自己分解によるプロセシングを補助する。プロセシング後もカスパーゼ-9のアポトソーム複合体への結合は維持され、ホロ酵素が形成される。

### 活性化
活性化はカスパーゼ-9が二量体化した際に行われ、2つの異なる方法がある。
1. Apaf-1はカスパーゼ-9前駆体をオリゴマー化するため、カスパーゼ-9がApaf-1（アポトソーム）に結合することで自己活性化が行われる[17]。
2. 活性化されたカスパーゼはカスパーゼ-9を切断できるため、それによって二量体化が引き起こされる[24]。

### 触媒活性
カスパーゼ-9はLeu-Gly-His-Asp↓Xの配列を選択的に切断する。

## 調節
カスパーゼ-9はリン酸化によって負の調節が行われる。このリン酸化はセリン/スレオニンキナーゼAktによってセリン196番残基に対して行われ、カスパーゼ-9の活性化とプロテアーゼ活性が阻害されることでカスパーゼ-9とアポトーシスのさらなる活性化が抑制される。セリン196番残基は触媒部位から離れており、Aktはカスパーゼ-9のアロステリック阻害因子として作用する。阻害因子はカスパーゼ-9の二量体化に影響を与え、基質を結合する溝のコンフォメーション変化を引き起こす。
Aktはin vitroではプロセシングされていないカスパーゼ-9とプロセシングされたカスパーゼ-9の双方に作用することができ、プロセシングされたカスパーゼ-9の大サブユニットに対してリン酸化が行われる。

## 欠損症と変異
カスパーゼ-9欠損症は脳とその発生に大きく影響を与える。このカスパーゼの変異や欠損は他と比較しても悪影響が大きい。非典型的なカスパーゼ-9を持つ患者に重篤な影響がみられるのは、カスパーゼ-9はアポトーシスを開始する役割を持つためである。
カスパーゼ-9が不十分なマウスは、主に脳に影響や異常を示す表現型となる。カスパーゼ-9欠乏マウスでは一例として、アポトーシスの低下のために脳はより大きくなり、余剰な神経細胞の増加が引き起こされる。ホモ接合型でカスパーゼ-9を全く持たないマウスは、大脳の発生の異常のために周産期で致死となる。
ヒトでは、カスパーゼ-9の発現は組織によって変動し、そのさまざまなレベルで生理学的役割が存在する。カスパーゼ-9が少ない場合、アルツハイマー病などの神経変性疾患やがんが引き起こされる。また、カスパーゼ-9の一塩基多型（SNP）レベルや遺伝子レベルでの変化は、非ホジキンリンパ腫と関連した生殖細胞系列変異と関係している。カスパーゼ-9のプロモーター領域の特定の多型はカスパーゼ-9の発現率を高め、肺がんのリスクを低下させる。

## 臨床的意義
カスパーゼ-9の量や機能の異常によって臨床的な影響が生じる。この酵素は神経疾患の発生経路に関与している可能性があるため、特に脳に関連する疾患に対する治療の標的として、カスパーゼ-9の阻害の研究が行われる可能性がある。
カスパーゼの導入は、医学的利益がある可能性がある。移植片対宿主病の治療においては、カスパーゼ-9が誘導性スイッチとして導入される。特定の低分子の存在下でカスパーゼ-9は二量体化してアポトーシスを引き起こし、リンパ球を除去する。

### iCasp9
iCasp9（inducible caspase-9）は、キメラ抗原受容体T細胞（CAR-T細胞）の制御システムの1つである。CAR-T細胞は、腫瘍細胞に対する細胞傷害性を示す、遺伝的に改変されたT細胞である。CAR-T細胞は、B細胞性悪性腫瘍に対する有効性が示されている。しかしながら、CAR-T細胞の細胞傷害性のため、細胞とその標的の制御が重要である。CAR-T細胞の制御のさまざまな手法の1つとして、薬剤制御による合成系がある。iCaspはカスパーゼ-9の改変とFK506結合タンパク質（FKBP）との融合によって創出された分子であり、誘導性の自殺遺伝子としてCAR-T細胞に付加される。CAR-T細胞による治療で重篤な副作用が生じた場合、治療の中止のためにiCasp9が利用される。ラパマイシンなどの低分子薬剤を投与すると、薬剤はFK506ドメインに結合する。その結果、カスパーゼ-9の発現が誘導され、CAR-T細胞の細胞死が開始される。

## 選択的転写産物
選択的スプライシングによって、カスパーゼ-9の4つの異なるバリアントが産生される。

### カスパーゼ-9α (9L)
このバリアントは参照配列として利用され、完全なシステインプロテアーゼ活性を持つ。

### カスパーゼ-9β (9S)
アイソフォーム2（カスパーゼ-9β）にはエクソン3、4、5、6が含まれず、140番から289番のアミノ酸を欠く。カスパーゼ-9βには触媒ドメインが存在せず、そのためアポトソームに結合してカスパーゼ-9αの阻害因子として機能し、カスパーゼカスケードとアポトーシスを抑制する。このように、カスパーゼ-9βは内因性のドミナントネガティブ型アイソフォームとされる。

### カスパーゼ-9γ
このバリアントは155番から416番のアミノ酸を欠き、152番から154番のアミノ酸配列がAYIからTVLに変化している。

### アイソフォーム4
参照配列と比較して、1番から83番のアミノ酸を欠く。

## 相互作用

アポトーシスに関係するシグナル伝達経路の概要

カスパーゼ-9は次に挙げる因子と相互作用することが示されている。
- APAF1[36][37][6][38][39]
- BIRC2（英語版）[40]
- BIRC3（英語版）[40]
- CASP8[41][42]
- NLRP1[36][43]
- XIAP[40][44][45][46]

## 関連文献
- “Caspases: the executioners of apoptosis”. The Biochemical Journal 326 (Pt 1):  1–16. (August 1997). doi:10.1042/bj3260001. PMC 1218630. PMID 9337844.
- “IAP family proteins--suppressors of apoptosis”. Genes & Development 13 (3):  239–52. (February 1999). doi:10.1101/gad.13.3.239. PMID 9990849.
- “Structure and function of HIV-1 auxiliary regulatory protein Vpr: novel clues to drug design”. Current Drug Targets. Immune, Endocrine and Metabolic Disorders 4 (4):  265–75. (December 2004). doi:10.2174/1568008043339668. PMID 15578977.
- “The Vpr protein from HIV-1: distinct roles along the viral life cycle”. Retrovirology 2:  11. (February 2005). doi:10.1186/1742-4690-2-11. PMC 554975. PMID 15725353.
- “Role of HIV Vpr as a regulator of apoptosis and an effector on bystander cells”. Molecules and Cells 21 (1):  7–20. (February 2006). PMID 16511342.
- “Reproducibility of response to a questionnaire on symptoms of masticatory dysfunction”. Community Dentistry and Oral Epidemiology 4 (5):  205–9. (September 1976). doi:10.1111/j.1600-0528.1976.tb00985.x. PMID 1067155.
- “CPP32, a novel human apoptotic protein with homology to Caenorhabditis elegans cell death protein Ced-3 and mammalian interleukin-1 beta-converting enzyme”. The Journal of Biological Chemistry 269 (49):  30761–4. (December 1994). doi:10.1016/S0021-9258(18)47344-9. PMID 7983002.
- “ICE-LAP6, a novel member of the ICE/Ced-3 gene family, is activated by the cytotoxic T cell protease granzyme B”. The Journal of Biological Chemistry 271 (28):  16720–4. (July 1996). doi:10.1074/jbc.271.28.16720. PMID 8663294.
- “The Ced-3/interleukin 1beta converting enzyme-like homolog Mch6 and the lamin-cleaving enzyme Mch2alpha are substrates for the apoptotic mediator CPP32”. The Journal of Biological Chemistry 271 (43):  27099–106. (October 1996). doi:10.1074/jbc.271.43.27099. PMID 8900201.
- “Molecular ordering of the Fas-apoptotic pathway: the Fas/APO-1 protease Mch5 is a CrmA-inhibitable protease that activates multiple Ced-3/ICE-like cysteine proteases”. Proceedings of the National Academy of Sciences of the United States of America 93 (25):  14486–91. (December 1996). Bibcode: 1996PNAS...9314486S. doi:10.1073/pnas.93.25.14486. PMC 26159. PMID 8962078.
- “Caspase-3-generated fragment of gelsolin: effector of morphological change in apoptosis”. Science 278 (5336):  294–8. (October 1997). doi:10.1126/science.278.5336.294. PMID 9323209.
- “Cytochrome c and dATP-dependent formation of Apaf-1/caspase-9 complex initiates an apoptotic protease cascade”. Cell 91 (4):  479–89. (November 1997). doi:10.1016/S0092-8674(00)80434-1. PMID 9390557.
- “Caspase-9, Bcl-XL, and Apaf-1 form a ternary complex”. The Journal of Biological Chemistry 273 (10):  5841–5. (March 1998). doi:10.1074/jbc.273.10.5841. PMID 9488720.
- “Bcl-XL interacts with Apaf-1 and inhibits Apaf-1-dependent caspase-9 activation”. Proceedings of the National Academy of Sciences of the United States of America 95 (8):  4386–91. (April 1998). Bibcode: 1998PNAS...95.4386H. doi:10.1073/pnas.95.8.4386. PMC 22498. PMID 9539746.
- “IAPs block apoptotic events induced by caspase-8 and cytochrome c by direct inhibition of distinct caspases”. The EMBO Journal 17 (8):  2215–23. (April 1998). doi:10.1093/emboj/17.8.2215. PMC 1170566. PMID 9545235.
- “Autoactivation of procaspase-9 by Apaf-1-mediated oligomerization”. Molecular Cell 1 (7):  949–57. (June 1998). doi:10.1016/S1097-2765(00)80095-7. PMID 9651578.
- “A cloning method for caspase substrates that uses the yeast two-hybrid system: cloning of the antiapoptotic gene gelsolin”. Proceedings of the National Academy of Sciences of the United States of America 95 (15):  8532–7. (July 1998). Bibcode: 1998PNAS...95.8532K. doi:10.1073/pnas.95.15.8532. PMC 21110. PMID 9671712.
- “Regulation of cell death protease caspase-9 by phosphorylation”. Science 282 (5392):  1318–21. (November 1998). Bibcode: 1998Sci...282.1318C. doi:10.1126/science.282.5392.1318. PMID 9812896.
- “WD-40 repeat region regulates Apaf-1 self-association and procaspase-9 activation”. The Journal of Biological Chemistry 273 (50):  33489–94. (December 1998). doi:10.1074/jbc.273.50.33489. PMID 9837928.
- “The Bax subfamily of Bcl2-related proteins is essential for apoptotic signal transduction by c-Jun NH(2)-terminal kinase”. Molecular and Cellular Biology 22 (13):  4929–42. (July 2002). doi:10.1128/MCB.22.13.4929-4942.2002. PMC 133923. PMID 12052897.
- “Mammalian caspases: structure, activation, substrates, and functions during apoptosis”. Annual Review of Biochemistry 68:  383–424. (1999). doi:10.1146/annurev.biochem.68.1.383. PMID 10872455.